# Ich hörte die Eule, sie rief meinen Namen
Ich hörte die Eule, sie rief meinen Namen ist ein Roman von Margaret Craven, der 1967 unter dem englischen Titel I Heard the Owl Call My Name erschien.
Der junge Vikar Mark Brian aus Vancouver, von seinem Bischof zu den pazifischen Küstenindianern in das abgelegene kanadische Dorf Kingcome geschickt, überwindet durch sein tätiges Leben die Schranke zwischen anglikanischer Kirche und überlieferter indianischer Kultur.

## Zeit und Ort
Die Handlung läuft über ca. zwei Jahre und führt Anfang der 1960er Jahre nach West-Kanada. Als Brian und sein einheimischer Gehilfe Jim von Vancouver aus mit dem Motorboot nach Kingcome fahren, halten sie sich nördlich entlang der Küste von British Columbia. Die Fahrt führt durch die Straße von Georgia über den Hafen Powell River bis nach Kingcome Inlet, einem Fjord 500 km nördlich von Vancouver, und dann noch 5 km den Fluss aufwärts bis nach Kingcome. Der Bischof benutzt zwischen Vancouver und Alert Bay das Wasserflugzeug.

## Figuren
Indianer vom Stamm der Kwakiutl (diese gehören zu den Kwakwaka'wakw, Kwacutals, Quackadoodles, 98 - um Kingcome leben die Tsawataineuk). Die christianisierten Indianer im Dorf Kingcome  - indianisch Quee - unterm Whoop-Szo (Lärmender Berg) tragen meist englische Namen.
- Marta Stephens, eine der Großmütter des Stammes
- Mrs. Hudson, Stammesmutter des Dorfes
  - Keetah, ihre Enkelin
- T. P. Wallace, Ältester und Sprecher des Dorfes
  - Gordon, sein Enkel
  - Jim Wallace, sein Großneffe

Personen englischer Abstammung
- Mark Brian, Vikar. Die Autorin nahm sich den anglikanischen Missionar Eric Powell als Vorbild für die Gestalt des Mark Brian.
- Bischof der anglikanischen Kirche aus Vancouver
- Katastrophen-Bill, Holzfäller

## Inhalt
Die Indianer in Kingcome sind fast ausnahmslos Christen, halten aber daneben an ihren Mythen fest. Englischstämmige Bewohner, außer einem atheistischen Lehrer im Dorf und ein paar Holzfällern, die abseits in den Uferzonen hausen, findet Mark in seinem Sprengel nicht vor.

### Vom Leben der Indianer
In Kingcome zählt nur das Wesentliche. Der Tod ist allgegenwärtig. Es geht die Sage, der Todgeweihte werde von der Eule, dem Vorboten des Todes, bei seinem Namen gerufen.
Die Indianer vom Stamm der Kwakiutl leben im Einklang mit der Natur. Bei Ebbe sammeln sie Muscheln. Sonst fischen sie im Fluss. Im Sommer pflücken sie Beeren im Wald. Mitunter lädt eine Familie das ganze Dorf zu einem Potlatsch ein. Traditionell wird aus diesem Anlass stundenlang getanzt und in der Kwak'wala-Sprache gesungen. Das Fest gipfelt im Beschenken der Gäste. Die Großzügigkeit geht dabei sehr weit. Einmal verschenkte eine Familie alle ihre Decken, und die Kinder der Gastgeber mussten im nächsten Winter frieren. Kurioserweise kommt in Kwákwala das Wort „Danke!“ nicht vor.
Ihre Toten bestatten die Kwakiutl in Holzkisten auf Bäumen. Nach Jahren werden mumifizierte Leichname oder herabgefallene Leichenteile vorgefunden. Besonders früher grassierte die Furcht vor dem Hamatsa, dem Kannibalenmann, der Tote gefressen haben soll. Der entsetzliche dämonische Vorgang wurde noch im 20. Jahrhundert nachgespielt.

### Mark
Wie Marks Schwester aus Victoria und auch der vorgesetzte Bischof wissen, hat er laut ärztlichem Befund nur noch etwa drei Jahre zu leben.
Als Mark in Kingcome ankommt, wartet eine Kindesleiche seit mehreren Tagen im Pfarrhaus auf ihre Bestattung. Bestattungen und die damit verbundenen Formalitäten gehören fortan zu den Aufgaben des Vikars. Sterbefälle kommen während der Amtszeit Marks nicht wenige vor. Eine 46-Jährige stirbt während einer Steißgeburt. Gordon, der Sohn der früh Verstorbenen, will die Schule in Echo Bay verlassen, um vier jüngere Geschwister zu betreuen. Mark lässt das nicht zu. Er organisiert in Kingcome die Kinderbetreuung. Die Indianer erkennen Marks Bemühungen an. Vor jedem Trauergottesdienst  anlässlich einer Beisetzung bringen z. B. ältere Frauen die Dorfkirche auf Hochglanz. Sobald jemand im Dorf ernstlich erkrankt, bringt Mark den Kranken im Motorboot nach Alert Bay ins Krankenhaus oder ggf. aufs Hospitalschiff. Es fällt dem Geistlichen anfangs schwer, seine Hände zu gebrauchen. Trotzdem repariert er dilettantisch an Pfarrhaus und Kirche. Mark erhält Einblicke in das Leben der Indianer, indem er ständig mit ihnen und für sie unterwegs ist. Dabei erlebt er z. B. die Fauna oder das sommerliche Meeresleuchten in jenen Breiten. Mark nimmt an den Jagdausflügen teil und wird allmählich Freund der Indianer. Ein untrügliches Zeichen dafür: Sie nennen ihn einen Trottel. Umgekehrt stehen auch die jungen Indianer mit der neuzeitlichen Technik auf Kriegsfuß. So rätseln sie in Vancouver: Geht man bekleidet unter die Dusche?
Mark setzt in seinem Sprengel die Erdbestattung durch. Die indianischen Einwohner helfen Mark beim Bau des neuen Pfarrhauses.

### Keetah
Jim begehrt die scheue, rührende und zarte Keetah zur Frau. Keetah verlässt aber zusammen mit Gordon den Stamm. Beide leben in Gilford. Als Keetah ein Kind von Gordon erwartet, kehrt sie – zur Freude der älteren Indianer – ins Dorf zurück. Jim, der von Keetahs Rückkehr stets überzeugt gewesen ist, empfängt sie mit offenen Armen. Ist doch Jim selbst ein aus der Zivilisation ins Dorf Zurückgekehrter, ist Indianer geblieben. Keetah zögert mit dem Jawort. Denn Jim muss sein autoritäres Verhalten gegenüber der Frau künftig abstellen. Mark hilft Jim dabei. Keetah mag Mark sehr gern. Mark, als Priester, will dieses Gefühl nicht erwidern. Keetah ist es auch, die Mark im Namen der Dorfgemeinschaft zum Bleiben nötigt, als der Bischof den Kranken ablösen möchte (s. u.). Mark möge doch bei seiner Familie bleiben, so redet Keetah ihm zu.
Gordon will an der Universität studieren. Mark hat ihn darin bestärkt: Zunächst wird Gordon in der Stadt einsam sein und Angst haben, genau so, wie Mark in Kingcome einsam war und Angst hatte. Aber nach dem Studium wird Gordon in beiden Welten leben können. Mehr noch - Gordon wird Repräsentant seines Volkes werden. Das hatten sich T.P. Wallace und sein Clan anders vorgestellt. Gordon sollte zurückkommen, sollte wieder frei sein, sollte Keetah heiraten und der Boss des Clans werden. Mark aber überzeugt T. P. Wallace, das sei allein Gordons Entscheidung.
Nachdem Mark tödlich verunglückt ist (s. u.), will Keetah Jim doch heiraten. Bedingung: Zunächst muss Jim ein Haus bauen.

### Marta
Marta musste dem Bischof versprechen, ihm zu schreiben, sobald Mark sein Amt gesundheitshalber nicht mehr ausüben kann. Als dann Mark todkrank wird, schreibt sie. Der Bischof kommt nach Kingcome und kündigt an, einen Nachfolger für Mark zu schicken. Nachdem der Bischof abgereist ist, kann Mark die Trauer in den Augen seines Vorgesetzten und auch seiner Schwester aus Victoria deuten. Als Mark dann die Eule hört, die seinen Namen ruft, fragt er Marta, ob der Totenvogel ihn gerufen habe. Marta antwortet: Ja, mein Sohn.
Mark stirbt jedoch nicht an seiner Krankheit. Als er zusammen mit Jim einen leichtsinnigen betrunkenen Holzfäller mit dem Motorboot retten will, kommt er bei einem Erdrutsch um. Während eines Gewittergusses stürzen die indianischen Götter vom Lärmenden Berg Whoop-Szo herab und begraben Mark unter sich.

## Zitat
Ich freue mich, unter den Lebenden zu sein.

## Form
Ganze Passagen des Prosawerkes lesen sich beinahe wie ein Bericht. Umso erstaunlicher ist die nachhaltige Tiefenwirkung des Textes auf den Leser. Die wird wahrscheinlich durch die unkomplizierte Schilderung der außerordentlich tatkräftigen Menschenliebe des Protagonisten verursacht.